# ناجي بن علي بن بريك
ناجي بن علي بن ناجي بن عمر بن أحمد بن عمر بن محمد بن بريك (1222 – 1243هـ) هو أحد أمراء إمارة آل بن بريك التي قامت في حضرموت شرق اليمن.